# 卧龙玉凤花
卧龙玉凤花（学名：Habenaria wolongensis）为兰科玉凤花属下的一个种。

## 扩展阅读
- 維基物種上的相關：卧龙玉凤花